# (miss)understood
(miss)understood es el séptimo álbum de estudio de la cantante japonesa Ayumi Hamasaki planeado para ser lanzado el 1 de enero de 2006.
El álbum incluye todos los sencillos que fueron lanzados dentro del año 2005 más algunos nuevos temas, dentro de las cuales hay 2 intreludos instrumentales, haciendo en total 16 canciones.
Siendo todas las letras de las canciones escritas por la misma Ayumi.
A pesar de que el álbum salía en el 2006, ya el 28 de diciembre de 2005 estaba en el #1 en los charts diarios de álbumes de Oricon, ocurriendo lo mismo que con el álbum I am... 4 años atrás.
El álbum es lanzado el formatos CD y CD+DVD, CD y DVD con 16 tracks, e incluyendo cada distinta edición un Photobook de Edición Limitada con fotos de la artista. La edición CD+DVD contiene libro de fotos de ochenta páginas llamado "On My Way" y la edición CD Only incluye "off my day"", de 60 páginas.
Todos los sencillos promocionales que se lanzaron lograron alcanzar el #1 en los charts de Oricon Japoneses.

## Canciones

### CD
Todas las letras escritas por Ayumi Hamasaki.

| N.º   | Título                                   | Música                            | Arreglistas(s)  | Duración |  |
| 1.    | «Bold & Delicious»                       | Roberto "Geo" Rosan (Sweetbox)    | CMJK            | 4:43     |  |
| 2.    | «STEP you»                               | Kazuhiro Hara                     | CMJK            | 4:28     |  |
| 3.    | «Ladies Night»                           | Roberto "Geo" Rosan (Sweetbox)    | CMJK            | 4:32     |  |
| 4.    | «is this LOVE?»                          | Miki Watanabe                     | HΛL             | 4:53     |  |
| 5.    | «(miss)understood»                       | Tetsuya Yukumi                    | tasuku          | 4:04     |  |
| 6.    | «alterna»                                | Shintaro Hagiwara, Sousaku Sasaki | CMJK            | 5:30     |  |
| 7.    | «In The Corner»                          | Roberto "Geo" Rosan (Sweetbox)    | tasuku          | 3:24     |  |
| 8.    | «tasking» (música instrumental)          | tasuku                            | tasuku          | 1:28     |  |
| 9.    | «criminal»                               | Kazuhiro Hara                     | Kazuhiro Hara   | 5:13     |  |
| 10.   | «Pride»                                  | Roberto "Geo" Rosan (Sweetbox)    | CMJK            | 4:10     |  |
| 11.   | «Will»                                   | Crea+D.A.I                        | tasuku          | 4:09     |  |
| 12.   | «HEAVEN»                                 | Kazuhito Kikuchi                  | Yuta Nakano+KZB | 4:21     |  |
| 13.   | «Are You Wake Up?» (música instrumental) | CMJK                              | CMJK            | 2:07     |  |
| 14.   | «fairyland»                              | tasuku                            | HΛL             | 5:19     |  |
| 15.   | «Beautiful Day»                          | Geo of Sweetbox                   | tasuku          | 4:36     |  |
| 16.   | «rainy day»                              | Roberto "Geo" Rosan (Sweetbox)    | Yuta Nakano     | 4:02     |  |
| 66:59 |                                          |                                   |                 |          |  |

### DVD
| N.º | Título                                          | Director(es) | Duración |  |
| 1.  | «STEP you» (videoclip)                          |              | 4:52     |  |
| 2.  | «is this LOVE?» (videoclip)                     |              | 4:55     |  |
| 3.  | «fairyland» (videoclip)                         |              | 5:30     |  |
| 4.  | «alterna» (videoclip)                           |              | 5:42     |  |
| 5.  | «HEAVEN» (videoclip)                            |              | 4:31     |  |
| 6.  | «Bold & Delicious» (videoclip)                  |              | 5:09     |  |
| 7.  | «Pride» (videoclip)                             |              | 4:32     |  |
| 8.  | «rainy day» (videoclip)                         |              | 4:14     |  |
| 9.  | «Ladies Night» (videoclip)                      |              | 4:31     |  |
| 10. | «Bold & Delicious -Side Story- (Album Versión)» |              |          |  |
| 11. | «STEP you» (making clip)                        |              | 4:22     |  |
| 12. | «is this LOVE?» (making clip)                   |              | 5:03     |  |
| 13. | «fairyland» (making clip)                       |              | 5:19     |  |
| 14. | «alterna» (making clip)                         |              |          |  |
| 15. | «HEAVEN» (making clip)                          |              |          |  |
| 16. | «Pride» (making clip)                           |              | 4:38     |  |

| Antecesor | Álbumes Originales de Ayumi Hamasaki | Sucesor |
| --------- | ------------------------------------ | ------- |
| MY STORY  | Álbumes Originales de Ayumi Hamasaki | Secret  |

- Datos: Q945170